# VfL Schwerin
VfL Schwerin (celým názvem: Verein für Leibesübungen Schwerin) byl německý fotbalový klub, který sídlil v meklenburském městě Schwerin. Založen byl v roce 1904 pod názvem FC Vorwärts Schwerin 04. Svůj poslední název nesl od roku 1920. Zanikl v roce 1938 po fúzi s Schweriner FC 03. V průběhu své existence býval účastníkem Severoněmeckého fotbalového mistrovství. Klubové barvy byly zelená a bílá.
Své domácí zápasy odehrával na Sportanlage Reitbahn.

## Historické názvy
Zdroj: 
- 1904 – FC Vorwärts Schwerin 04 (Fußballclub Vorwärts Schwerin von 1904)
- 1920 – VfL Schwerin (Verein für Leibesübungen Schwerin)
- 1938 – fúze s Schweriner FC 03 ⇒ zánik